# BE Circuit 2014/15
Der BE Circuit 2014/15 war die 28. Auflage dieser europäischen Turnierserie im Badminton. Ursprünglich sollte der Circuit am 19. April 2015 enden. Durch die im darauffolgenden angepeilte Umstellung des BE Circuits von Saison- zu Jahresrhythmus wurde der Circuit dann letztendlich im Dezember 2015 abgeschlossen.

## Die Wertungsturniere
| Nr. | Termin                           | Turnier                          | Austragungsort    |
| --- | -------------------------------- | -------------------------------- | ----------------- |
| 1   | 1. – 4. Mai 2014                 | Riga International 2014          | Riga              |
| 2   | 8. – 11. Mai 2014                | Slovenia International 2014      | Medvode           |
| 3   | 15. – 18. Mai 2014               | Greece International 2014        | Sidirokastro      |
| 4   | 22. – 25. Mai 2014               | Spanish International 2014       | Madrid            |
| 5   | 5. – 8. Juni 2014                | Lithuanian International 2014    | Vilnius           |
| 6   | 2. – 6. Juli 2014                | St. Petersburg White Nights 2014 | Gatchina          |
| 7   | 18. – 21. August 2014            | Bulgaria Open 2014               | Sofia             |
| 8   | 21. – 24. August 2014            | Slovak International 2014        | Trenčín           |
| 9   | 4. – 7. September 2014           | Kharkiv International 2014       | Charkiw           |
| 10  | 10. – 13. September 2014         | Belgian International 2014       | Leuven            |
| 11  | 18. – 21. September 2014         | Polish International 2014        | Lubin             |
| 12  | 25. – 28. September 2014         | Czech International 2014         | Prag              |
| 13  | 2. – 5. Oktober 2014             | Bulgarian International 2014     | Sofia             |
| 14  | 16. – 19. Oktober 2014           | Swiss International 2014         | Yverdon-les-Bains |
| 15  | 22. – 25. Oktober 2014           | Israel International 2014        | Chazor Aschdod    |
| 16  | 30. Oktober – 2. November 2014   | Hungarian International 2014     | Budapest          |
| 17  | 13. – 16. November 2014          | Norwegian International 2014     | Sandefjord        |
| -   | 13. – 16. November 2014          | Poreč International 2014         | Poreč (abgesagt)  |
| 18  | 20. – 23. November 2014          | Finnish International 2014       | Helsinki          |
| 19  | 26. November – 29. November 2014 | Welsh International 2014         | Cardiff           |
| 20  | 3. – 6. Dezember 2014            | Irish Open 2014                  | Dublin            |
| 21  | 9. – 12. Dezember 2014           | Italian International 2014       | Rom               |
| 22  | 18. – 21. Dezember 2014          | Turkey International 2014        | Ankara            |
| 23  | 8. – 11. Januar 2015             | Estonian International 2015      | Tallinn           |
| 24  | 15. – 18. Januar 2015            | Swedish Masters 2015             | Uppsala           |
| 25  | 22. – 25. Januar 2015            | Iceland International 2015       | Reykjavík         |
| 26  | 18. – 21. Februar 2015           | Austrian International 2015      | Wien              |
| 27  | 5. – 8. März 2015                | Portugal International 2015      | Caldas da Rainha  |
| 28  | 12. – 15. März 2015              | Romanian International 2015      | Timișoara         |
| 29  | 19. – 22. März 2015              | Polish Open 2015                 | Warschau          |
| 30  | 26. – 29. März 2015              | Orléans International 2015       | Orléans           |
| 31  | 2. – 5. April 2015               | Finnish Open 2015                | Vantaa            |
| 32  | 9. – 12. April 2015              | Croatian International 2015      | Zagreb            |
| 33  | 16. – 19. April 2015             | Dutch International 2015         | Wateringen        |
| 34  | 30. April – 3. Mai 2015          | Greece International 2015        | Sidirokastro      |
| 35  | 7. – 10. Mai 2015                | Slovenia International 2015      | Medvode           |
| 36  | 21. – 24. Mai 2015               | Spanish International 2015       | Madrid            |
| 37  | 28. – 31. Mai 2015               | Riga International 2015          | Riga              |
| 38  | 3. – 6. Juni 2015                | Lithuanian International 2015    | Vilnius           |
| 39  | 1. – 5. Juli 2015                | St. Petersburg White Nights 2015 | Gattschina        |
| 40  | 17. – 20. August 2015            | Bulgarian Open 2015              | Sofia             |
| 41  | 18. – 21. August 2015            | Turkey International 2015        | Istanbul          |
| 42  | 27. – 30. August 2015            | Slovak Open 2015                 | Trenčín           |
| 43  | 3. – 6. September 2015           | Kharkiv International 2015       | Charkiw           |
| 44  | 9. – 12. September 2015          | Belgian International 2015       | Leuven            |
| 45  | 17. – 20. September 2015         | Polish International 2015        | Bieruń            |
| 46  | 23. – 26. September 2015         | Prague Open 2015                 | Prag              |
| 47  | 30. September – 3. October 015   | Bulgarian International 2015     | Sofia             |
| 48  | 15. – 18. Oktober 2015           | Swiss International 2015         | Yverdon-les-Bains |
| 49  | 21. – 24. Oktober 2015           | Israel International 2015        | Hatzor            |
| 50  | 29. Oktober – 1. November 2015   | Hungarian International 2015     | Budapest          |
| 51  | 12. – 15. November 2015          | Norwegian International 2015     | Sandefjord        |
| 52  | 19. – 22. November 2015          | Finnish International 2015       | Helsinki          |
| 53  | 25. – 28. November 2015          | Welsh International 2015         | Cardiff           |
| 54  | 2. – 5. Dezember 2015            | Irish Open 2015                  | Dublin            |
| 55  | 8. – 11. Dezember 2015           | Italian International 2015       | Mailand           |
| 56  | 17. – 20. Dezember 2015          | Turkey International 2015        | Mersin            |